# Oliver Platt
Oliver James Platt (Windsor, 12 de janeiro de 1960) é um ator americano nascido no Canadá. Ele foi indicado ao Globo de Ouro, bem como ao Emmy e o Screen Actors Guild.

## Biografia

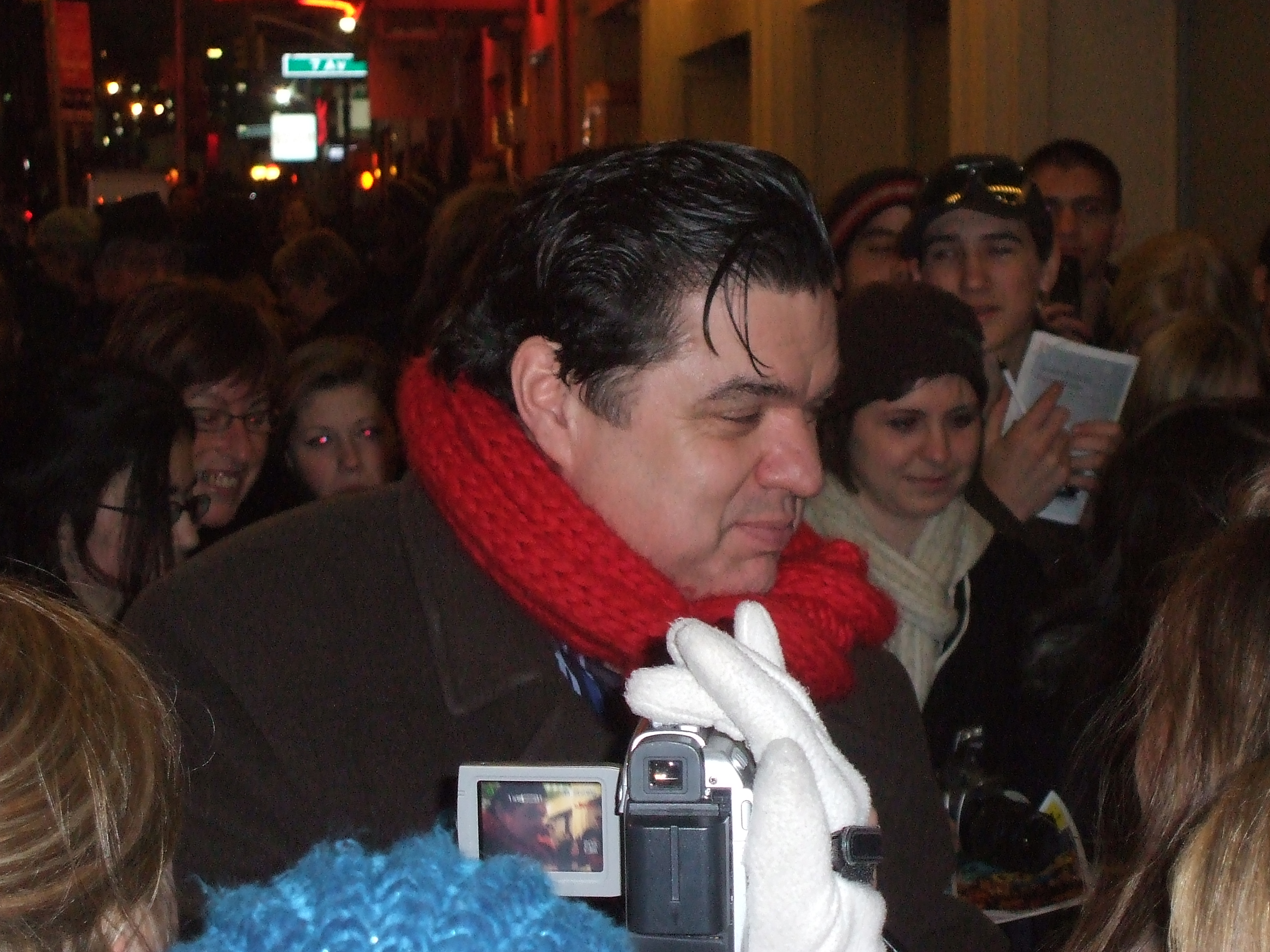
Platt cumprimenta os fãs do lado de fora do Teatro Nederlander em Manhattan depois de uma apresentação de Guys and Dolls em 21 de fevereiro de 2009.

Platt é filho de Nicholas Platt, um diplomata americano, e de sua esposa Sheila Maynard, uma assistente social psiquiátrica que trabalhou em Islamabad. Ele tem dois irmãos, Adam e Nicholas. Oliver mudou-se para Washington D.C. com sua família logo após seu nascimento. Formou-se pela Universidade Tufts, perto de Boston, onde conheceu e se tornou amigo íntimo de Hank Azaria.
O bisavô paterno de Platt era o artista Charles A. Platt, e seus bisavós maternos eram Arthur Scott Burden (da família industrial Burden) e a socialite Cynthia Roche. Platt também é bisneto do general Robert Shaw Oliver (por parte de mãe). Ele é um primo distante (em segundo grau) de Diana, Princesa de Gales, e ambos são descendentes de Frances Work. Em 12 de setembro de 1992, ele se casou com Mary Camilla ("Camilla") Bonsal Campbell, com quem tem três filhos: Lily (1995), George (1997) e Claire (1999).
De 2004 até 2006, Platt interpretou o advogado Russell Tupper na série de televisão Huff, pela qual recebeu uma indicação ao Emmy. Ele também fez o papel de Oliver Babish, conselheiro da Casa Branca, em West Wing.

## Filmografia

### Cinema
- 1988 - Married to the Mob
- 1988 - Working Girl
- 1990 - Flatliners
- 1992 - Beethoven
- 1992 - Diggstown
- 1993 - Indecent Proposal
- 1993 - The Three Musketeers
- 1995 - Funny Bones
- 1995 - The Infiltrator
- 1996 - Executive Decision
- 1996 - A Time to Kill
- 1998 - Bulworth
- 1998 - Dangerous Beauty
- 1998 - The Impostors
- 1998 - Dr. Dolittle
- 1998 - Simon Birch
- 1999 - Lake Placid
- 1999 - Three to Tango
- 1999 - Bicentennial Man
- 2000 - Ready to Rumble
- 2001 - The West Wing
- 2001 Don't Say a Word
- 2002 - Liberty Stands Still
- 2003 - Pieces of April
- 2003 - Hope Springs
- 2004 - Kinsey
- 2005 - The Ice Harvest
- 2005 - Casanova
- 2007 - The Ten
- 2008 - Frost/Nixon
- 2009 - Wonder Woman
- 2009 - 2012
- 2010 - Love and Other Drugs
- 2010 - Letters to Juliet
- 2011 - X-Men: First Class
- 2011 - The Oranges
- 2012 - Ginger & Rosa
- 2012 - CZ12
- 2013 - Lucky Them
- 2013 - Gods Behaving Badly
- 2014 - Chef
- 2014 - Cut Bank
- 2014 - O Mensageiro
- 2014 - A Merry Friggin' Christmas
- 2015 - When I Live My Life Over Again
- 2015 - Frank and Cindy
- 2016 - Shut In
- 2016 - Rules Don't Apply
- 2017 - Professor Marston and the Wonder Women
- 2020 - I'm Thinking of Ending Things

### Televisão
- 1987 - The Equalizer
- 1988 - Miami Vice
- 1990 - Wiseguy
- 1995 - The Infiltrator
- 2000 - 2001  Deadline
- 2001 - 2005 The West Wing
- 2003 - 2007  Queens Supreme
- 2004 - 2006 - Huff
- 2007 - 2008  Nip/Tuck
- 2009 - 2011  Bored to Death
- 2010 - 2013  The Big C
- 2012 - 2018  American Experience (narrador)
- 2014 - Fargo
- 2014 - The Good Wife
- 2014 - 2017 Sofia the First (voz)
- 2015 - Bessie (telefilme)
- 2015 - 2017 Modern Family
- 2015 - presente Chicago P.D.
- 2015 - presente Chicago Med
- 2017 - Chicago Justice